# 愛の街から
「愛の街から」（あいのまちから）は、エフエム東京（現：TOKYO FM）で制作され、JFN系列で放送されたラジオドラマ。　

## 概要
- 男女の心の機微を綴るストーリーが主。さわやか系の物語が主で、放送時間・スポンサーの色合い・時代背景的にも愛憎・不倫系のストーリーは皆無。
- 放送時間は毎週日曜日午前10時からの1時間番組。
- 放送開始は1977年8月7日で、最終回は1983年9月25日。全321話からなる。
- 日本各所を舞台とする設定。

## 主なレギュラー出演者
1977/8/7(1話)～1980/3/30(139話)
- 久富惟晴
- 萩尾みどり

1980/4/6(140話)～1981/3/29(191話)
- 久富惟晴
- 樋口可南子

1981/4/5(192話)～1981/10/25(221話)
- 下條アトム
- 松阪隆子

1981/11/1(222話)～1982/6/27(256話)
- 下條アトム
- 村川美智代

1982/7/4(257話)
- 三谷靖子
- 三谷洋司

1982/7/11(258話)～1983/9/25(321話)
- 大和田獏
- 舟倉たまき

## 主なゲスト出演者
- 青木明子
- 綾瀬桜
- 堺美紀子
- 嶋めぐみ
- 里見和香
- 麻茶れい
- 清水めぐみ
- 鳥居恵子
- 賀来千香子
- 大和田伸也

## 主なスポンサー
- 雪印乳業
- 花王
- 日本光学工業